# 角田警察署
角田警察署（かくだけいさつしょ）は、宮城県警察が管轄する警察署のひとつである。

## 管轄区域
- 角田市
- 伊具郡丸森町

## 所在地
- 宮城県角田市角田扇町5-7

## 沿革
- 1885年 - 大河原警察署角田分署として発足。
- 1889年 - 角田警察署として独立。

## 内部組織
- 会計課
  - 会計係

- 警務課
  - 警務係
  - 相談係
  - 被害者支援係
  - 留置管理係

- 生活安全課
  - 生活安全係

- 地域課
  - 地域係

- 刑事課
  - 捜査係
  - 鑑識係

- 交通課
  - 交通指導係
  - 交通事故捜査係

- 警備課
  - 警備係

## 交番

### 角田市
- 署所在地交番 - 角田市角田字扇町5番地7（角田警察署内）

### 丸森町
- 丸森交番 - 伊具郡丸森町鳥屋30番地2

## 駐在所

### 角田市
- 枝野駐在所 - 角田市島田字光畑127番地
- 桜駐在所 - 角田市佐倉字小山東167番地
- 藤尾駐在所 - 角田市尾山字横町6番地3
- 東根駐在所 - 角田市平貫字塚田1番地1
- 北郷駐在所 - 角田市岡字駅前南27番地1
- 西根駐在所 - 角田市高倉字新町102番地

### 丸森町
- 筆甫駐在所 - 伊具郡丸森町筆甫字中井2番地3
- 大内駐在所 - 伊具郡丸森町大内字登木戸33番地1
- 大張駐在所 - 伊具郡丸森町大張大蔵字台30番地3